# 옴니씨앤에스
옴니씨앤에스(OMNI C&S Co. Ltd.)는 통합 정신건강관리 플랫폼을 제공하는 대한민국의 기업이다.
코스닥 상장 추진을 위해 한국투자증권을 상장 주관사로 선정한 바 있다. 독일 ‘메디카 2022’ 박람회에 참가하였다

## 같이 보기
- 락싸

## 참고문헌
1. ↑  옴니씨앤에스, 상장 절차 돌입...“내년 성과 무르익는다”, 팜이데일ㄹ, 2022. 12. 19.
2. ↑  김건우, 옴니씨앤에스, 뇌파센서 개발사 기술 이전 "코스닥 상장 준비 탄력", 머니투데이, 2023년 12월 12일
3. ↑  장래혁, 인터뷰 옴니씨앤애스 김용훈 대표, 브레인미디어, 2023년 3월 22일